# Grand Prix moto de République tchèque 1993
Le Grand Prix moto de République tchèque 1993 est le onzième rendez-vous de la saison du championnat du monde de vitesse moto 1993. Il s'est déroulé sur le circuit de Masaryk du 20 au 22 août 1993. C'est la 1re édition du Grand Prix moto de République tchèque.

## Classement final 500 cm3
| Pos. | Pilote            | Constructeur  | Temps/Écart     | Points |
| ---- | ----------------- | ------------- | --------------- | ------ |
| 1    | Wayne Rainey      | Yamaha        | 45 min 39 s 002 | 25     |
| 2    | Luca Cadalora     | Yamaha        | +7 s 770        | 20     |
| 3    | Mickael Doohan    | Honda         | +10 s 790       | 16     |
| 4    | John Kocinski     | Cagiva        | +13 s 094       | 13     |
| 5    | Kevin Schwantz    | Suzuki        | +27 s 090       | 11     |
| 6    | Daryl Beattie     | Honda         | +27 s 276       | 10     |
| 7    | Shinichi Itoh     | Honda         | +39 s 716       | 9      |
| 8    | Alex Criville     | Honda         | +44 s 818       | 8      |
| 9    | Doug Chandler     | Cagiva        | +55 s 844       | 7      |
| 10   | Alex Barros       | Suzuki        | +1 min 01 s 696 | 6      |
| 11   | Bernard Garcia    | Yamaha        | +1 min 20 s 048 | 5      |
| 12   | John Reynolds     | Harris Yamaha | +1 min 21 s 726 | 4      |
| 13   | Michael Rudroff   | Harris Yamaha | +1 min 21 s 904 | 3      |
| 14   | Juan Lopez Mella  | ROC Yamaha    | +1 min 29 s 597 | 2      |
| 15   | José Kuhn         | Yamaha        | +1 min 30 s 107 | 1      |
| 16   | Jeremy McWilliams | Yamaha        | +1 min 30 s 262 |        |
| 17   | Renato Colleoni   | ROC Yamaha    | +1 min 57 s 096 |        |
| 18   | Andreas Meklau    | ROC Yamaha    | +1 tour         |        |
| 19   | Alan Jeffery      | Harris Yamaha | +1 tour         |        |
| 20   | Lucio Pedercini   | ROC Yamaha    | +1 tour         |        |
| 21   | Marco Papa        | Harris Yamaha | +1 tour         |        |
| 22   | Bruno Bonhuil     | ROC Yamaha    | +1 tour         |        |
| Abd. | Thierry Crine     | ROC Yamaha    | Abandon         |        |
| Abd. | Niall Mackenzie   | ROC Yamaha    | Abandon         |        |
| Abd. | Andrew Stroud     | Harris Yamaha | Abandon         |        |
| Abd. | Freddie Spencer   | Yamaha        | Abandon         |        |
| Abd. | Sean Emmett       | Harris Yamaha | Abandon         |        |
| Abd. | Kevin Mitchell    | Harris Yamaha | Abandon         |        |
| Abd. | Cees Doorakkers   | Harris Yamaha | Abandon         |        |
| Abd. | Laurent Naveau    | ROC Yamaha    | Abandon         |        |
| Abd. | Serge David       | ROC Yamaha    | Abandon         |        |

## Classement final 250 cm3
| Pos | Pilote                    | Constructeur | Temps/Écart | Points |
| --- | ------------------------- | ------------ | ----------- | ------ |
| 1   | Loris Reggiani            | Aprilia      |             | 25     |
| 2   | Max Biaggi                | Honda        |             | 20     |
| 3   | Alberto Puig              | Honda        |             | 16     |
| 4   | Doriano Romboni           | Honda        |             | 13     |
| 5   | Loris Capirossi           | Honda        |             | 11     |
| 6   | Tetsuya Harada            | Yamaha       |             | 10     |
| 7   | Helmut Bradl              | Honda        |             | 9      |
| 8   | Pierfrancesco Chili       | Yamaha       |             | 8      |
| 9   | Jochen Schmid             | Yamaha       |             | 7      |
| 10  | Nobuatsu Aoki             | Honda        |             | 6      |
| 11  | Tadayuki Okada            | Honda        |             | 5      |
| 12  | Wilco Zeelenberg          | Aprilia      |             | 4      |
| 13  | Simon Crafar              | Suzuki       |             | 3      |
| 14  | Patrick van den Goorbergh | Aprilia      |             | 2      |
| 15  | Frédéric Protat           | Aprilia      |             | 1      |

## Classement final 125 cm3
| Pos  | Pilote              | Constructeur | Temps/Écart     | Points |
| ---- | ------------------- | ------------ | --------------- | ------ |
| 1    | Kazuto Sakata       | Honda        | 42 min 31 s 679 | 25     |
| 2    | Dirk Raudies        | Honda        | +0 s 041        | 20     |
| 3    | Takeshi Tsujimura   | Honda        | +18 s 248       | 16     |
| 4    | Noboru Ueda         | Honda        | +18 s 305       | 13     |
| 5    | Akira Saito         | Honda        | +31 s 153       | 11     |
| 6    | Carlos Giro Jr      | Aprilia      | +32 s 896       | 10     |
| 7    | Peter Oettl         | Aprilia      | +33 s 091       | 9      |
| 8    | Jorge Martinez      | Honda        | +38 s 119       | 8      |
| 9    | Olivier Petrucciani | Aprilia      | +48 s 021       | 7      |
| 10   | Stefan Prein        | Honda        | 50 s 507        | 6      |
| 11   | Neil Hodgson        | Honda        | +51 s 126       | 5      |
| 12   | Gabriele Debbia     | Honda        | +53 s 123       | 4      |
| 13   | Herri Torrontegui   | Aprilia      | +53 s 286       | 3      |
| 14   | Garry McCoy         | Aprilia      | +58 s 051       | 2      |
| 15   | Ezio Gianola        | Honda        | +59 s 071       | 1      |
| 16   | Oliver Koch         | Honda        | +59 s 752       |        |
| 17   | Kinya Wada          | Honda        | +1 min 09 s 121 |        |
| 18   | Hans Spaan          | Honda        | +1 min 09 s 240 |        |
| 19   | Manfred Baumann     | Honda        | +1 min 15 s 925 |        |
| 20   | Manfred Geissler    | Aprilia      | +1 min 16 s 228 |        |
| 21   | Luis Alvaro         | Honda        | +1 min 19 s 959 |        |
| 22   | Arie Molenaar       | Honda        | +1 min 20 s 247 |        |
| 23   | Jaroslav Huleš      | Honda        | +1 min 20 s 661 |        |
| 24   | Lucio Cecchinello   | Gazzaniga    | +1 min 53 s 509 |        |
| 25   | Daniela Tognoli     | Honda        | +2 min 6 s 971  |        |
| 26   | Giovanni Palmieri   | Aprilia      | +2 min 17 s 847 |        |
| Abd. | Sinya Sato          | Honda        | Abandon         |        |
| Abd. | Bruno Casanova      | Aprilia      | Abandon         |        |
| Abd. | Manuel Hernandez    | Aprilia      | Abandon         |        |
| Abd. | Miroslav Kacko      | Honda        | Abandon         |        |
| Abd. | Haruchika Aoki      | Honda        | Abandon         |        |
| Abd. | Julian Miralles     | Honda        | Abandon         |        |
| Abd. | Luigi Ancona        | Honda        | Abandon         |        |
| Abd. | Ralf Waldmann       | Aprilia      | Abandon         |        |